# شون كونينغهام (لاعب كرة قدم)
شون كونينغهام (بالإنجليزية: Sean Cunningham)‏ (24 يناير 1993 بتروي في الولايات المتحدة - ) هو لاعب كرة قدم أمريكي في مركز الدفاع. شارك مع منتخب الولايات المتحدة تحت 20 سنة لكرة القدم. أما مع النوادي، فقد لعب مع نادي ستابك ونادي مولده.

## وصلات خارجية
- شون كونينغهام على موقع قاعدة بيانات كرة القدم.إي يو (الإنجليزية)
- شون كونينغهام على موقع Soccerway.com (الإنجليزية)